# John Petrie
John Petrie (1867 ou 1868 - data de falecimento desconhecida) foi um futebolista escocês que jogou pelo Arbroath FC. Ele detém o recorde britânico de mais gols marcados em um só jogo, com 13 gols. Isso aconteceu na vitória por 36 a 0 sobre o Bon Accord F.C., em 1885. Seu recorde só foi igualado a nível internacional por Archie Thompson, que marcou 13 gols pela Austrália na vitória por 31 a 0 sobre a Samoa Americana em 2001.